# Feketetorkú seregély
A feketetorkú seregély (Gracupica nigricollis) a madarak osztályának verébalakúak (Passeriformes) rendjébe és a seregélyfélék (Sturnidae) családjába tartozó faj.

## Rendszerezése
A fajt Gustaf von Paykull svéd ornitológus írta le 1807-ben, a Gracula nembe Gracula nigricollis néven. Sorolták a Sturnus nembe Sturnus nigricollis néven is.

## Előfordulása
Brunei, Laosz, Kambodzsa, Kína, Mianmar, Thaiföld és Vietnám területén honos. Eredeti elterjedési területén kívül betelepítették Malajzia, Szingapúr és Tajvan területére is. 
Természetes élőhelyei a szubtrópusi vagy trópusi száraz erdők és gyepek, valamint szántóföldek és vidéki kertek. Állandó, nem vonuló faj.

## Megjelenése
Testhossza 28 centiméter, testtömege 122-178 gramm.
|  |

## Természetvédelmi helyzete
Az elterjedési területe rendkívül nagy, egyedszáma pedig növekszik. A Természetvédelmi Világszövetség Vörös listáján nem fenyegetett fajként szerepel.